# Tommaso di Savoia-Genova
Tommaso Alberto Vittorio di Savoia, II duca di Genova (Torino, 6 febbraio 1854 – Torino, 15 aprile 1931), è stato un ammiraglio italiano, membro della Casa Savoia, appartenente al ramo Savoia-Genova.
Fu Luogotenente generale del Regno d'Italia dal 1915 al 1919.

## Biografia

### Infanzia ed educazione

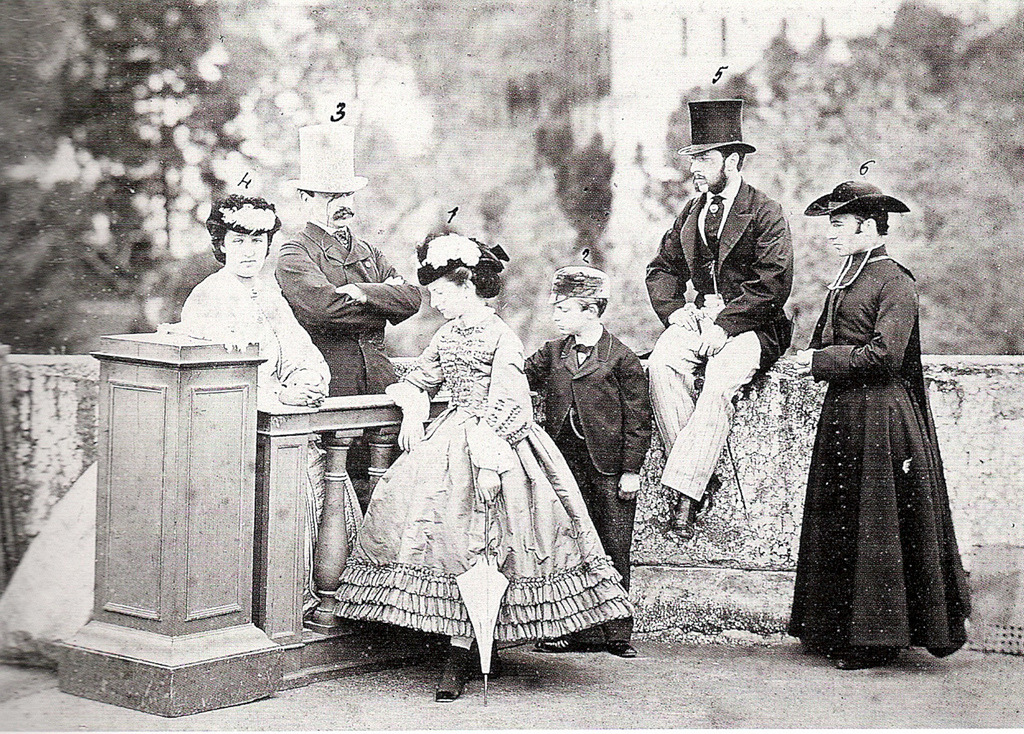
Tommaso in tenera età con sua sorella Margherita di Savoia e i loro tutori, negli anni sessanta dell'Ottocento

Tommaso di Savoia-Genova nacque nel Palazzo Chiablese di Torino il 6 febbraio 1854, figlio di Ferdinando di Savoia-Genova e di Elisabetta di Sassonia.

Era fratello minore di Margherita di Savoia, futura regina d'Italia. Orfano di padre a solo un anno e succedutogli nel titolo di duca di Genova, Tommaso venne posto sotto la tutela dello zio Vittorio Emanuele II, che ne seguì l'educazione inviandolo a studiare alla Harrow School di Londra.

### Carriera nella Marina
Dedito alla vita sportiva, Tommaso venne destinato alla carriera nella Regia Marina e frequentò la scuola di marina di Genova. 
Nel 1873 visitò, con il grado di guardiamarina, il Giappone. Dal 31 marzo 1879 al 20 settembre 1881, con il grado di capitano di fregata compì il giro del mondo al comando della corvetta Vettor Pisani, nave da guerra italiana alla sua terza campagna oceanica; durante la traversata venne promosso al grado di capitano di vascello.
Divenne ammiraglio nel 1901.

### Matrimonio

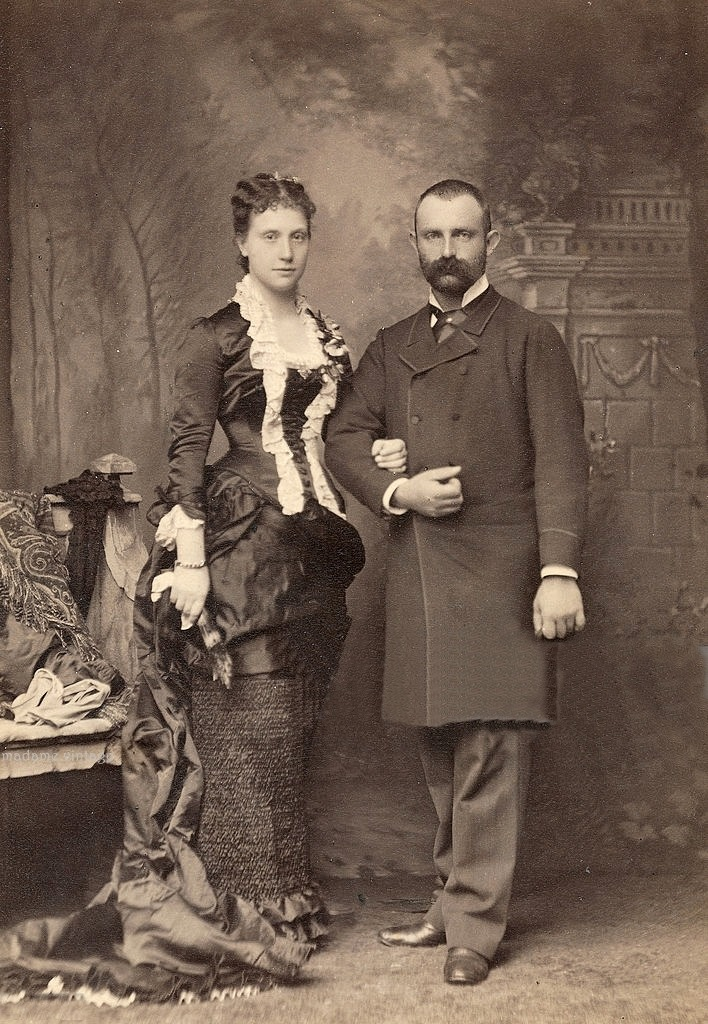
Il Duca di Genova e Isabella di Baviera, duchessa di Genova, nel 1888 circa

Il 15 aprile 1883 sposò, presso il castello di Nymphenburg a Monaco di Baviera, Isabella di Baviera (1863-1924).

### Luogotenente del Regno d'Italia
Il 25 maggio 1915, all'entrata dell'Italia nella prima guerra mondiale, Vittorio Emanuele III decise di trasferirsi da Roma al fronte, affidando parte delle sue funzioni regali a Tommaso, nominandolo per l'occasione luogotenente generale del regno. 
La carica tuttavia fu quasi esclusivamente onorifica e non comportò un effettivo esercizio del potere da parte del duca di Genova. Comunque, in quel periodo, i regi decreti furono chiamati decreti luogotenenziali e portavano, anziché la firma del re, quella del principe Tommaso. 

Il luogotenente fu anche chiamato ad affrontare direttamente l'emergenza causata nell'Italia centrale dal terremoto di Avezzano, avvenuto alcuni mesi prima della sua nomina, il 13 gennaio 1915.
Restò in carica fino al 6 luglio 1919.

### Ultimi anni e morte

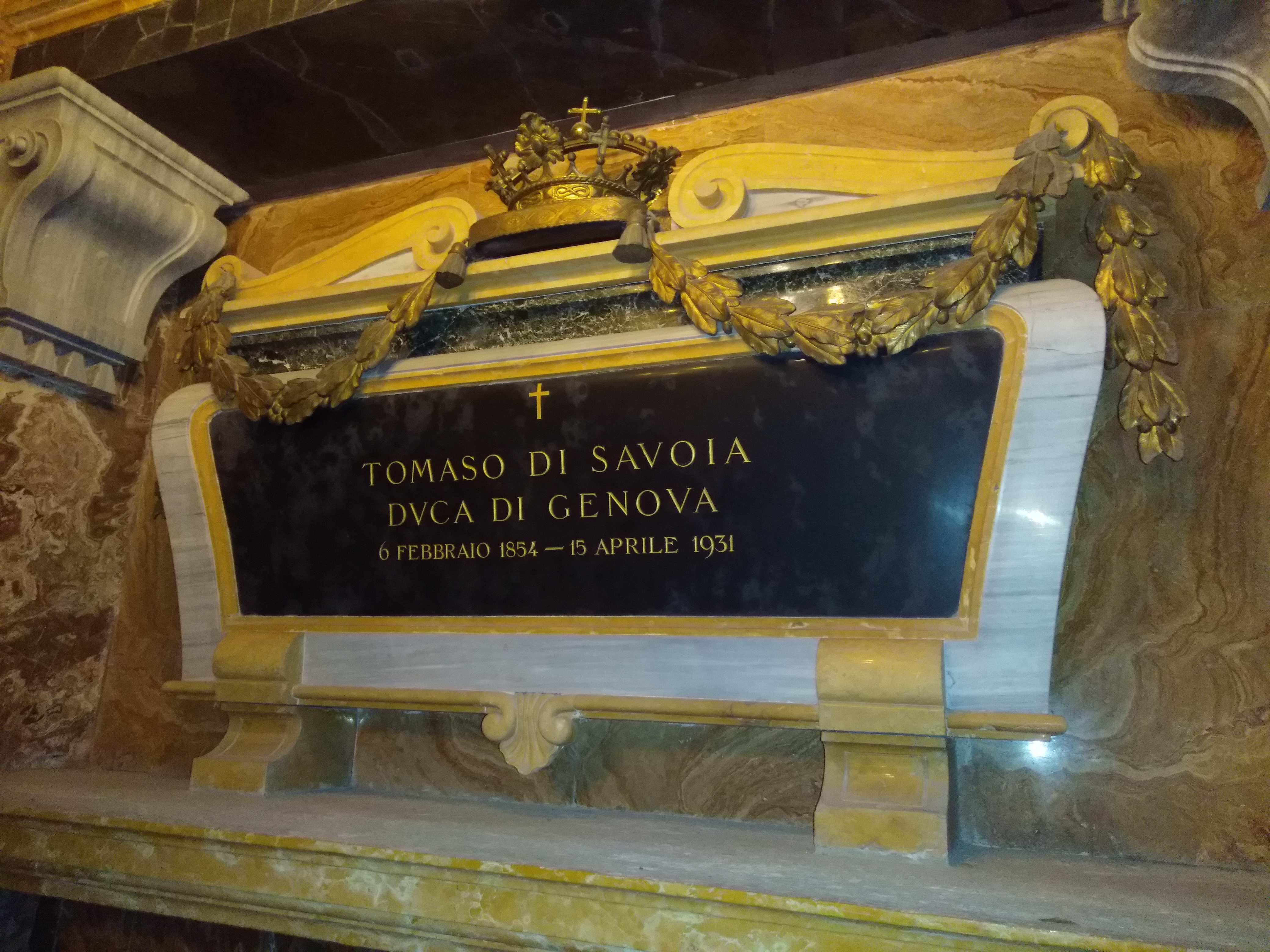
La sepoltura nella cripta di Superga

Tommaso morì a Torino nel 1931. Riposa nella cripta reale della basilica di Superga, sulle alture del capoluogo piemontese.
Nel titolo ducale gli succedette il figlio primogenito Ferdinando.

## Discendenza
Dal matrimonio tra Tommaso e Isabella di Baviera nacquero:
- Ferdinando (1884-1963), sposato con Maria Luisa Alliaga Gandolfi di Ricaldone, senza figli.
- Filiberto (1895-1990), sposato con Lydia d'Arenberg, senza figli.
- Maria Bona (1896-1971), sposata con Corrado di Baviera, due figli.
- Adalberto (1898-1982), senza moglie né figli.
- Maria Adelaide (1904-1979), sposata con il principe Leone Massimo d'Arsoli, sei figli.
- Eugenio (1906-1996), sposato con Lucia di Borbone-Due Sicilie, una figlia.

## Onorificenze

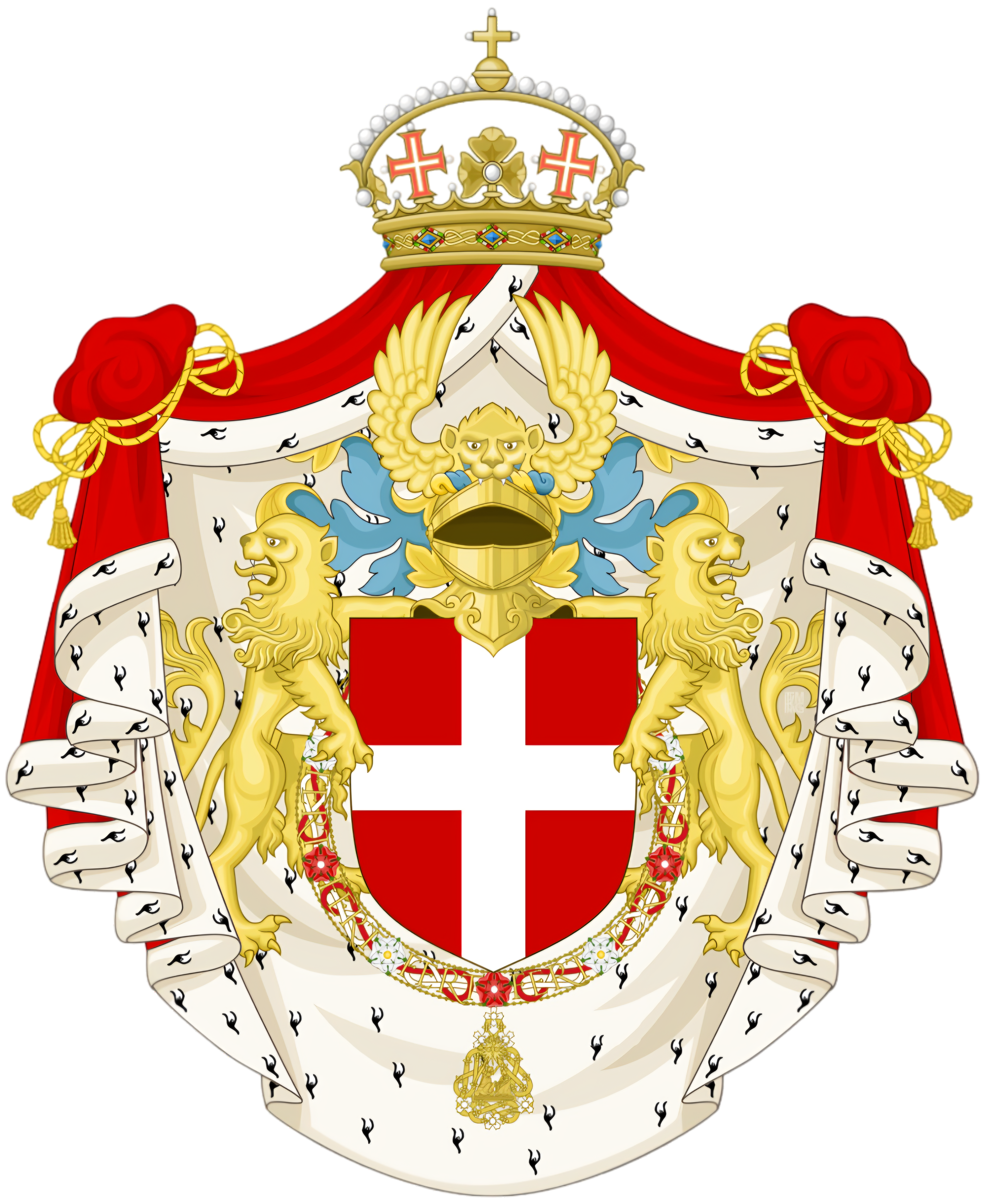
Stemma in uso dal 1890 al 1915. A Tommaso era stato concesso di usare lo scudo di Savoia senza spezzatura

## Ascendenza
|                                |                          |                                      | Genitori                                   |  |  | Nonni |  |  | Bisnonni                           |  |  | Trisnonni                              |  |
|                                |                          |                                      |                                            |  |  |       |  |  | Carlo Emanuele di Savoia-Carignano |  |  | Vittorio Amedeo II di Savoia-Carignano |  |
|                                |                          |                                      |                                            |  |  |       |  |  | Carlo Emanuele di Savoia-Carignano |  |  | Vittorio Amedeo II di Savoia-Carignano |  |
|                                |                          | Giuseppina Teresa di Lorena-Armagnac |                                            |  |  |       |  |  | Carlo Emanuele di Savoia-Carignano |  |  |                                        |  |
| Carlo Alberto di Savoia        |                          |                                      |                                            |  |  |       |  |  | Carlo Emanuele di Savoia-Carignano |  |  |                                        |  |
|                                |                          | Maria Cristina di Sassonia-Curlandia | Carlo di Sassonia                          |  |  |       |  |  |                                    |  |  |                                        |  |
|                                |                          | Maria Cristina di Sassonia-Curlandia | Carlo di Sassonia                          |  |  |       |  |  |                                    |  |  |                                        |  |
|                                |                          | Maria Cristina di Sassonia-Curlandia | Francesca Korwin-Krasińska                 |  |  |       |  |  |                                    |  |  |                                        |  |
| Ferdinando di Savoia-Genova    |                          | Maria Cristina di Sassonia-Curlandia |                                            |  |  |       |  |  |                                    |  |  |                                        |  |
|                                |                          | Ferdinando III di Toscana            | Leopoldo II d'Asburgo-Lorena               |  |  |       |  |  |                                    |  |  |                                        |  |
|                                |                          | Ferdinando III di Toscana            | Leopoldo II d'Asburgo-Lorena               |  |  |       |  |  |                                    |  |  |                                        |  |
|                                |                          | Ferdinando III di Toscana            | Maria Ludovica di Borbone-Napoli           |  |  |       |  |  |                                    |  |  |                                        |  |
| Maria Teresa d'Asburgo-Toscana |                          | Ferdinando III di Toscana            |                                            |  |  |       |  |  |                                    |  |  |                                        |  |
|                                |                          | Luisa Maria Amalia di Borbone-Napoli | Ferdinando I di Borbone                    |  |  |       |  |  |                                    |  |  |                                        |  |
|                                |                          | Luisa Maria Amalia di Borbone-Napoli | Ferdinando I di Borbone                    |  |  |       |  |  |                                    |  |  |                                        |  |
|                                |                          | Luisa Maria Amalia di Borbone-Napoli | Maria Carolina d'Asburgo-Lorena            |  |  |       |  |  |                                    |  |  |                                        |  |
| Tommaso di Savoia-Genova       |                          | Luisa Maria Amalia di Borbone-Napoli |                                            |  |  |       |  |  |                                    |  |  |                                        |  |
|                                | Massimiliano di Sassonia | Federico Cristiano di Sassonia       |                                            |  |  |       |  |  |                                    |  |  |                                        |  |
|                                | Massimiliano di Sassonia | Federico Cristiano di Sassonia       |                                            |  |  |       |  |  |                                    |  |  |                                        |  |
|                                | Massimiliano di Sassonia | Maria Antonia di Baviera             |                                            |  |  |       |  |  |                                    |  |  |                                        |  |
| Giovanni di Sassonia           | Massimiliano di Sassonia |                                      |                                            |  |  |       |  |  |                                    |  |  |                                        |  |
|                                |                          | Carolina di Borbone-Parma            | Ferdinando I di Parma                      |  |  |       |  |  |                                    |  |  |                                        |  |
|                                |                          | Carolina di Borbone-Parma            | Ferdinando I di Parma                      |  |  |       |  |  |                                    |  |  |                                        |  |
|                                |                          | Carolina di Borbone-Parma            | Maria Amalia d'Asburgo-Lorena              |  |  |       |  |  |                                    |  |  |                                        |  |
| Elisabetta di Sassonia         |                          | Carolina di Borbone-Parma            |                                            |  |  |       |  |  |                                    |  |  |                                        |  |
|                                |                          | Massimiliano I Giuseppe di Baviera   | Federico Michele di Zweibrücken-Birkenfeld |  |  |       |  |  |                                    |  |  |                                        |  |
|                                |                          | Massimiliano I Giuseppe di Baviera   | Federico Michele di Zweibrücken-Birkenfeld |  |  |       |  |  |                                    |  |  |                                        |  |
|                                |                          | Massimiliano I Giuseppe di Baviera   | Maria Francesca del Palatinato-Sulzbach    |  |  |       |  |  |                                    |  |  |                                        |  |
| Amalia Augusta di Baviera      |                          | Massimiliano I Giuseppe di Baviera   |                                            |  |  |       |  |  |                                    |  |  |                                        |  |
|                                |                          | Carolina di Baden                    | Carlo Luigi di Baden                       |  |  |       |  |  |                                    |  |  |                                        |  |
|                                |                          | Carolina di Baden                    | Carlo Luigi di Baden                       |  |  |       |  |  |                                    |  |  |                                        |  |
|                                |                          | Carolina di Baden                    | Amalia d'Assia-Darmstadt                   |  |  |       |  |  |                                    |  |  |                                        |  |
|                                |                          | Carolina di Baden                    |                                            |  |  |       |  |  |                                    |  |  |                                        |  |